# 해피라인 후쿠이
주식회사 해피라인 후쿠이(일본어: 株式会社ハピラインふくい)는 2024년 3월 16일 호쿠리쿠 신칸센 가나자와 - 쓰루가 구간 개통에 수반해 병행 재래선으로서 서일본 여객철도(JR서일본)으로부터 경영 분리되게 된 호쿠리쿠 본선 쓰루가 - 가나자와 구간 가운데, 후쿠이현 구간을 운영하는 제3종 철도 회사이다.

## 역사
- 2019년 8월 13일: 후쿠이현 병행 재래선 준비 주식회사로서 설립.
- 2024년 3월 16일: 호쿠리쿠 신칸센의 가나자와역~쓰루가역 연장 개통에 따라 쓰루가역부터 다이쇼지역까지 JR 서일본으로부터 이관받음.

## 노선
- 해피라인 후쿠이선(일본어: ハピラインふくい線): JR서일본 호쿠리쿠 본선의 쓰루가역 - 다이쇼지역(84.3 km)을 이관

## 같이 보기
- 호쿠리쿠 신칸센 개통으로 재래선(기존선)을 계승한 철도 사업사
  - 시나노 철도 (나가노현)
  - 에치고토키메키 철도 (니가타현)
  - 아이노카제토야마 철도 (도야마현)
  - IR 이시카와 철도 (이시카와현)
- 다른 신칸센 개통으로 재래선(기존선)을 계승한 철도 사업사
  - IGR 이와테 은하 철도
  - 아오이모리 철도
  - 히사쓰 오렌지 철도
  - 도난 이사리비 철도